# Remmy Ongala
Remmy Ongala, född 1947 i Kivu i nuvarande Kongo-Kinshasa, död 13 december 2010 i Dar es-Salaam, var en tanzanisk musiker och sångare. I Sverige är han mest känd som en stor inspirationskälla för Håkan Hellström. Hans son Kali Ongala har spelat allsvensk fotboll i GIF Sundsvall.
Ongalas liv skildras i dokumentärfilmen Bongo Beat (1996).